# تالکنافیاروآرپور
تالکنافیاروآرپور (به لاتین: Tálknafjarðarhreppur) یک منطقهٔ مسکونی در ایسلند است که در  Norðvesturkjördæmi  واقع شده‌است.

## خصوصیات
تالکنافیاروآرپور ۱۷۶ کیلومترمربع مساحت و ۳۰۶ نفر جمعیت دارد.